# Ford 1932
Pour les articles homonymes, voir Ford B.
 (octobre 2024).

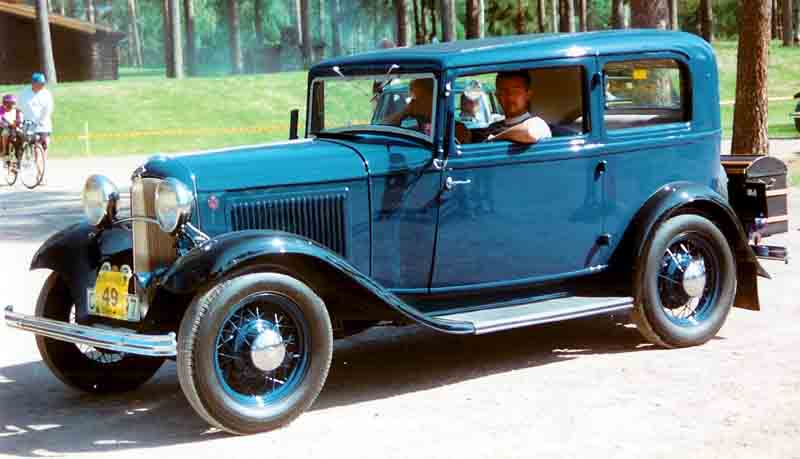
Ford Model B berline Tudor Standard 2 portes de 1932.

La Ford 1932 est une automobile full-size produite par le constructeur américain Ford et présentée pour la première fois au public américain le 2 avril 1932. Premier véhicule « grand public » de la marque à être doté de série d'un moteur à huit cylindres en V (sur les modèles 18 et 46), cette série d'automobiles, initiée par le célèbre Henry Ford, représente à cette époque le plus gros défi de sa carrière[réf. souhaitée]. Dans le groupe Ford, le moteur V8 était auparavant exclusif aux produits Lincoln, qui en 1932 sont passés aux moteurs V12 uniquement.
Il s'agit d'une évolution des Ford A de 1927-1931. Il existe trois variantes : les Ford Model B (secondes à porter ce nom), reprenant le moteur quatre cylindres de leur prédécesseure, les Ford Model 18 (ou 18-V8, uniquement produites en 1932), et les Model 40 (ou 40-V8, à châssis allongé produites en 1933 et 1934).
Après le succès mondial de la Ford T vendue à plus de 15 millions d'exemplaires en 20 ans (1908 à 1927) et celui de la Ford A vendue à près de 5 millions d'exemplaires en quatre ans (1927 et 1931), Henry Ford et son fils héritier Edsel Ford rencontrent un nouveau succès aux États-Unis et dans le monde, vendu à plus de 5,6 millions d'exemplaires au prix attractif de 460 dollars. La version à moteur quatre cylindres de 3,2 L pour 50 ch remporte un moindre succès commercial.

## Histoire

### Un besoin de nouveauté
Bien que la 20 000 000e Ford produite soit une Model A berline millésime 1931, ce modèle, apparu en 1928, commence à voir ses chiffres de ventes s'essouffler de manière assez préoccupante. En effet, si l'on peut comptabiliser un score d'un million et demi de véhicules produits pour l'année 1929, les ventes ne seront plus que du tiers de ce chiffre pour l’année 1931.
Tout au long de l’année 1931, des rumeurs circulent, prêtant à Henry l'intention de produire un petit V8, afin de pouvoir contrer son concurrent acharné de toujours, Chevrolet, qui vient de lancer la production d'un six cylindres en ligne culbuté. Ces rumeurs affirment même que la future remplaçante se verrait appelée « Edison », en hommage à Thomas Edison, inventeur célèbre et surtout ami de longue date d'Henry. Henry Ford, alors le plus puissant industriel du globe, ne fait toutefois pas preuve d'une ligne de conduite habituelle. À la fois traditionaliste et conservateur, son désir d'innover lui confère cependant un caractère assez imprévisible, il s'était ainsi opposé à son fils lorsque ce dernier proposa de remplacer la Model T par un véhicule plus moderne que sera la Model A. Le 29 juillet 1931, la veille de son 68e anniversaire, il surprend alors le monde économique en annonçant qu'il décide de suspendre le fonctionnement de vingt-cinq de ses trente-six usines implantées aux États-Unis, afin de pouvoir réfléchir calmement à une nouvelle idée. Dès lors, il sait que le destin du Model A, à quatre cylindres, est fixé.
Bien que les travaux sur la conception et la mise au point d'un moteur possédant huit cylindres en V aient débuté en 1928, sous la houlette de l'ingénieur C.J. Smith, ce sera au cours de l'été 1930 que le programme révolutionnaire débutera vraiment, lorsque Henry reviendra d’un voyage en Allemagne, après avoir inauguré l’usine Ford de la ville de Cologne.

### Un pari osé
Le patriarche (surnom d'Henry Ford) mobilise trois de ses meilleurs ingénieurs et se met à l'écart avec eux dans un endroit isolé et à l'abri des curieux, afin de pouvoir leur exprimer ses désirs et ses objectifs. Cet endroit est en fait la réplique du laboratoire d'Edison, que Ford a fait reconstruire au sein de Greenfield Village, son immense musée en plein air. Henry s'adresse à ses trois acolytes de manière solennelle : « Messieurs, j’ai décidé d’abandonner la construction du 4 cylindres. Nous allons surprendre Chevrolet et son 6 cylindres en proposant un 8 cylindres en V. À partir d'aujourd'hui, tout ce que vous faites et entendez ici doit demeurer secret[réf. souhaitée]. » Les moteurs V8 n'ont pourtant rien de surprenant à l'époque. Apparus dès le début du siècle, ils sont utilisés par-exemple par Lincoln, la division « luxe » de la Ford Motor Company, qui en équipe ses automobiles depuis 1922. La surprise vient principalement du fait que ces moteurs sont habituellement réservés à des véhicules de prestige onéreux, voire élitistes. Lorsque Ford décide d’en équiper une voiture de grande série, destinée à une large diffusion, tous les experts sont surpris et s'accordent à dire que l'idée est pour le moins incongrue.

### Nouveau procédé de fabrication
Les V8, moteurs souples et silencieux, étaient jusqu'ici réservés aux véhicules de haute société, car ils étaient d'un coût élevé et d'une fabrication compliquée. Ils étaient en effet constitués de trois pièces de fonderie principales assez complexes réunies entre elles, en l'espèce de deux blocs-cylindres et d'un carter supérieur commun. À cette donnée technique, alors considérée comme incontournable, Ford réplique : « C’est entendu, nous combinerons ces trois éléments en un seul. ». C’est alors en-effet la seule solution envisageable permettant de produire un V8 bon marché, plus apte à être installé dans un véhicule de grande diffusion.
Le problème, c'est qu'en 1930, il n'existe encore aucune technique de fonderie adaptée à cette idée de fabrication, et il faudra recourir à des hommes d'exception pour trouver la solution. Ces hommes sont Charles Sorensen, chef des méthodes, assisté du métallurgiste C. Harold Wills. En un laps de temps extrêmement court, et en partant des prototypes de l'équipe de Zoerlein, ils parviennent à mettre au point une nouvelle technique de coulage, permettant de faire venir en même temps les deux blocs-cylindres et le carter supérieur commun.

### Succès commercial
Désormais certain de la fiabilité du projet, Ford décide alors de lancer la production industrielle de la Ford V8, le 7 décembre 1931. Le premier châssis fini quitte les ateliers de production de Dearborn le 9 mars 1932.
La nouveauté du patriarche de Détroit attire les foules : plus de cinq millions de visiteurs se pressent chez les concessionnaires, le jour de sa présentation officielle, le 2 avril 1932. Ce même jour, Ford enregistre déjà un score de 175 000 commandes fermes.

Parmi les amateurs de ce puissant modèle on citera le couple tristement célèbre Bonnie & Clyde dans lequel ils seront abattus, le 23 mai 1934, par la police du Texas et de la Louisiane, près de leur planque à Black Lake en Louisiane. Henry Ford recevra en avril 1934 la lettre suivante signée Clyde Barrow : 
« ...Je tiens à vous féliciter pour la voiture formidable que vous avez conçue. Je n'utilise que des Ford quand j'ai besoin de prendre la fuite. Elles ont tout ce qui manque aux autres voitures : une vitesse de croisière et une fiabilité excellente….Vous avez fait une belle voiture avec la berline V8 ».
Au bout de trois ans de production avec des chiffres considérables, le groupe Ford décide de passer à un autre modèle qui réutilise le flathead V8 en gardant la même cylindrée mais doté d'une nouvelle carrosserie plus aérodynamique à l'esthétique et au confort revus. Les Ford 1935, remplacées par de nouveaux modèles en 1937, 1941, 1949 et 1952 continueront à être propulsées par le V8 Flathead moyennant quelques améliorations.

## Caractéristiques techniques

### Technique
Plutôt que de simplement mettre à jour la Model A, Ford a lancé un tout nouveau véhicule pour 1932. Les V8 et Model B sont quasi identiques, avec le moins de modifications techniques possibles pour maintenir les coûts à un faible niveau. À part le moteur et les insignes sur la barre de support de phare (plus tard la calandre) et les enjoliveurs, il était pratiquement impossible de les distinguer. L'intention derrière le Model B à 4-cylindres était d'être leader des prix, et comme elle offrait plus que la populaire Model A, cela aurait dû être une formule gagnante. En fait, la nouvelle Ford V8 1932, légèrement plus chère, a volé la vedette et a entraîné l'abandon de cette motorisation pour 1935.
Bien qu'il existe une certaine similitude visuelle avec la Model A précédente, la voiture était neuve. Alors que la Model A avait un cadre simple avec deux longerons droits, la nouvelle voiture a un empattement plus long et un châssis incurvé à double chute vers l'extérieur. Dans les deux modèles, le réservoir de carburant est déplacé depuis le capot comme dans la Model A et les dernières Model T, où l'arrière formait le tableau de bord, vers l'arrière inférieur de la voiture, comme cela est typique dans les véhicules modernes; obligeant ainsi Ford à inclure une pompe à carburant entraînée par le moteur plutôt que de compter sur une alimentation par gravité. Alors que le moteur V8 a été développé à partir de zéro, la B vient d'avoir le moteur quatre cylindres de la Model A d'une cylindrée de 201 pouces cubes (3,29 L) produisant 50 chevaux (37 kW; 51 PS).

### Motorisations
La Ford V8 de 1932 inaugure une nouvelle technique de coulage, qui donnera naissance à l'ancêtre de tous les V8 modernes fabriqués en série. Il deviendra l'une des motorisations prépondérantes aux États-Unis, au cours des quarante années à venir. Les automobiles du groupe Ford emploieront ce moteur, sous diverses versions, jusqu'en 1953.
Equipé de deux pompes à eau et d'une lubrification sous pression, il se voit doté de culasses en aluminium et d'un radiateur à capacité accrue dès 1933, tandis qu'un carburateur Stromberg double-corps l'équipe en série dès 1934.
En parallèle, la production du moteur à quatre cylindres de la Ford A se poursuit pour équiper les versions les moins puissantes des Ford 1932-1934. Il ne sera pas reconduit sur le nouveau modèle 1935.
Versions et moteurs :
- type 18 (1932) :

alésage x course : 77.8 x 95.2 mm, cylindrée : 3622 cm3, 65 ch à 3400 tr/min
- type 40-33 (1933) :

alésage x course : 77,8 x 95,2 mm, cylindrée : 3 622 cm3, 75 ch à 3 800 tr/min.
- type 40-34 (1934) :

alésage x course : 77,8 x 95,2 mm, cylindrée : 3 622 cm3, 85 ch à 3 800 tr/min.

### Châssis, transmission, esthétique
Le moteur entraîne les roues arrière, via un embrayage mono-disque, une boîte à 3 vitesses synchronisées (2e et 3e) et un arbre de transmission fermé dans un tube de poussée. Elles sont fixées à un pont rigide maintenu par un ressort à lames transversal, une technique assez courante à l'époque. Le même système est employé pour les roues avant, également maintenues par un essieu rigide et un ressort à lames unique. Cette architecture, très sommaire, est directement héritée des modèles A et T. Elle servira d'argument de vente face aux véhicules à roues indépendantes.
Les roues du véhicule, essentiellement des modèles à rayons, sont peintes en noir ou de la couleur du liseré courant sur les moulures de la carrosserie (crème, vert, gris, ou brun à partir de 1934). Il est également possible d'équiper son véhicule de modèles Kelsey-Hayes de 16 pouces en option, mais les rayons disparaîtront du catalogue dès 1936, au profit de modèles à voile plein. Elles sont freinées par les freins à câbles (tringles) aux quatre coins et sont généreusement entourées par des ailes galbées, dont la couleur peut être choisie sur catalogue à partir de 1934. Sur les modèles Roadster (décapotable sans vitres latérales), cabriolet et coupé, les ailes arrière sont dotées d'un marchepied d'accès au siège arrière, ce dernier étant escamoté lorsqu'il n'est pas utilisé. Il faudra attendre le millésime 1939 pour connaître une Ford équipée de freins hydrauliques.
Toute la carrosserie est en acier et le châssis est doté d'une traverse en X sur le modèle V8-40. Quelques touches de bois demeurent pour la fixation des habillages intérieurs et le toit ainsi que pour le plancher sur les versions européennes. La grille de protection du radiateur, d'un dessin très réussi, accompagne toutes les Ford des millésimes 1933-1934, même si celle de 1934 est légèrement élargie. Deux avertisseurs chromés l'encadrent, remplaçant avantageusement le modèle inélégant qui équipait les véhicules de l'année 1932. Lors du salon de l'automobile du mois d'octobre 1932, le public français découvre la nouvelle Ford V8-type 18. Cette auto, à la différence de ses sœurs américaines, présente une barre transversale courbe reliant les deux phares avant en amont de la grille. Sur cette barre est installé un logotype « V8 », permettant de différencier les modèles du type ANF (12cv-40hp) et ceux du type AN (19cv-50hp), dotés de moteurs à 4 cylindres.
Sur tous les modèles, la planche de bord est peinte de la même couleur que la carrosserie, tandis que les modèles décapotables sont assez fréquemment dotés d'une élégante sellerie tendue de cuir, un atout majeur pour beaucoup de possesseurs de cabriolets, car ces véhicules passent une grande partie de leur existence avec le toit replié.

## Années modèles

### 1932

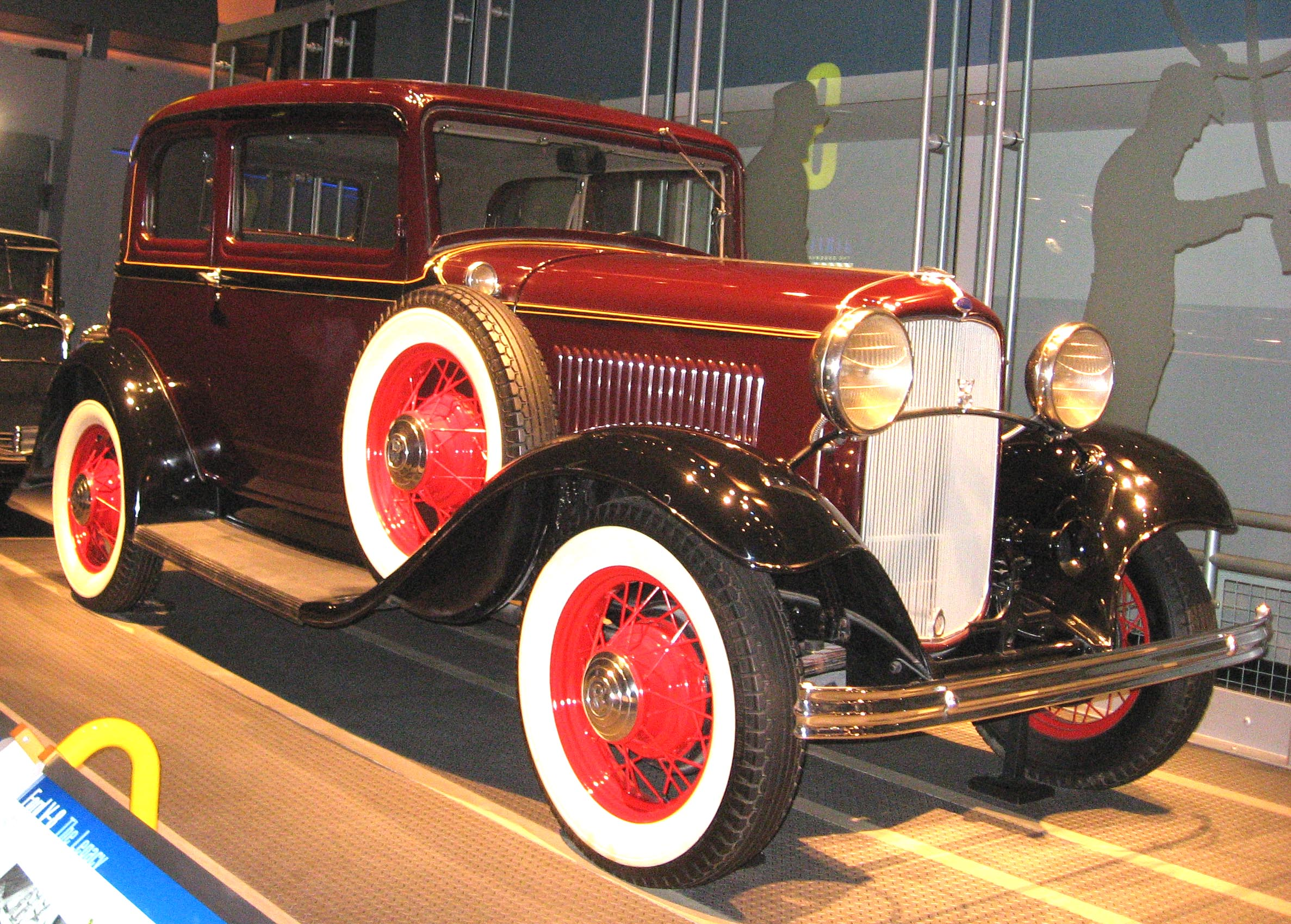
Ford Model 18 Deluxe Victoria V8 de 1932 avec roues de couleur assortie, pneus à flancs blancs et supports latéraux en option.

Lorsque Ford a présenté la Model A à la fin de 1927, plusieurs concurrents proposaient également des voitures à quatre cylindres, parmi lesquels Chevrolet, Dodge, Durant ou Willys. Cela a changé en quelques années, laissant bientôt la nouvelle marque Plymouth comme seule grande marque dans la classe de prix des Ford avec un moteur quatre cylindres.
Bien que partageant une plate-forme commune, les Model B et 18 ne sont pas seulement disponibles en version Standard et Deluxe, elles sont également disponibles dans une grande variété de styles de carrosserie. Certaines d'entre elles, telles que les voitures commerciales décrites ci-dessous, n'étaient disponibles qu'en version Standard, et quelques autres n'étaient disponibles qu'en version Deluxe. Il y avait roadster deux portes, cabriolet deux portes, phaéton quatre portes, berline deux et quatre portes, break de style « Woodie » quatre portes, berline décapotable deux portes, fourgon à panneaux, coupé cinq fenêtres, coupé sport (capote fixe), Deluxe Coupe trois fenêtres et pick-up. Les panneaux de bois étaient fabriqués à l'usine Ford Iron Mountain dans la péninsule supérieure du Michigan à partir de bois de construction appartenant à Ford. L'un des modèles les plus connus et les plus populaires était la Victoria deux portes, largement conçu par Edsel Ford. C'était une version plus petite du coupé Lincoln Victoria, construit sur le châssis de la Lincoln K-Series avec un moteur V8; en 1933, Lincoln n'utilisait plus de V8 et n'offrait que des V12, le V8 étant désormais exclusif aux véhicules de la marque Ford.
Les prix variaient de 495 $ pour le roadster, 490 $ pour les coupés et 650 $ pour la berline décapotable. Les totaux de production vont de 12 597 pour le roadster à 124 101 pour la berline deux portes.
La B a été abandonnée parce que les acheteurs n'aimaient pas les modèles à quatre cylindres en général, et en raison de l'énorme succès de la Ford V8 1932, et non parce que c'était une voiture de qualité inférieure. En fait, elle a persisté un peu plus longtemps en Europe, où, dans de nombreux pays, le système fiscal favorisait fortement les moteurs de plus petite cylindrée.
Aujourd'hui, la Model B de 1932, bien que toujours un peu dans l'ombre de la Ford V8 1932, est une voiture très collectionnable et les gens paient des milliers de dollars pour en restaurer une aux spécifications d'origine, ce qui est ironique, car elles étaient autrefois des voitures bon marché, populaires auprès des hot rodders qui les désassemblaient et les utilisaient comme base pour une «construction», ce qui explique en partie pourquoi il est si difficile de trouver un spécimen inchangé aujourd'hui.
Toutes les Ford de 1932 - V8 1932 et Model B - sont livrés avec des ailes noires, des roues à rayons et une roue de secours montée à l'arrière (montée sur le côté des voitures équipées d'un hayon). Les options comprenaient des supports latéraux simples ou doubles, un porte-bagages, une horloge, des rétroviseurs intérieurs et extérieurs et un choix de cuir ou de matériau intérieur Broadcloth (voitures fermées).
Les peintures étaient de la laque Pyroxyline.

#### Finitions Standard et Deluxe
La B partageait le cadre, les carrosseries et même la plupart des garnitures avec la voiture à huit cylindres. La seule différence technique était l'utilisation du moteur légèrement retravaillé de la Model A, d'où la désignation B. La plupart des styles de carrosserie étaient disponibles en versions Standard ou Deluxe, l'un ou l'autre des moteurs étant proposé en option. Les clients pouvaient obtenir une version Deluxe de la Model B de 1932 en coupé à trois fenêtres (qui n'était disponible qu'en modèle Deluxe), roadster, phaeton, Tudor et Fordor.
La finition Standard signifiait un cadre de fenêtre avant noir, roues métalliques noires (couleur en option), klaxon noire (chromée en option), feu arrière unique (deuxième en option), tableau de bord peint, feux de position intégrés dans les phares (feux de capot Deluxe en option) et intérieurs moins chers.

### 1933

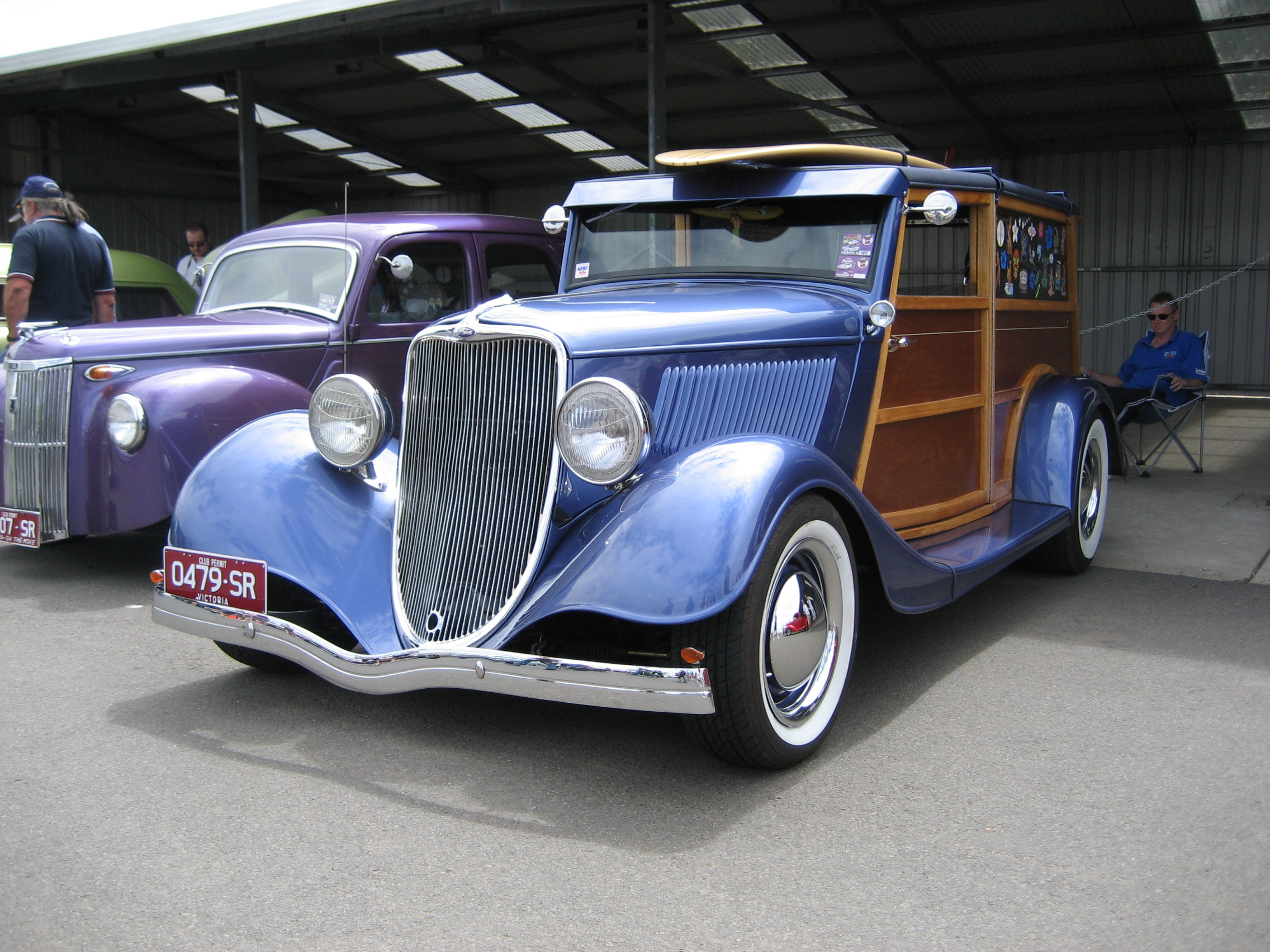
Ford B V8 Break Woodie (carrossrie moderne hot-rod) 1933

Lorsque la Model 40 et la nouvelle B ont été introduites le 9 février 1933, les révisions de la voiture étaient substantielles, surtout compte tenu de l'importance du changement de 1932. Pour sa deuxième année, l'empattement a été allongé, passant de 106 po (2692 mm) à 112 po (2845 mm) sur un nouveau cadre à traverses. La calandre de radiateur a été révisée, gagnant une pente avant plus pointue vers le bas qui ressemblait à une bêche, à un bouclier médiéval ou peut-être à la Packard Light Eight de 1932 dans ses grandes lignes. La calandre et les volets de capot se courbaient vers le bas et vers l'avant. Le design général et la calandre ont été inspirés par la Ford Model Y anglaise. La rationalisation a été encore accentuée par le nouveau capot qui recouvrait désormais le compartiment moteur, donnant une impression de plus de longueur. De plus, il y avait des ailes à jupe plus arrondies et de nouveaux pare-chocs élégamment courbés. Les barres de support des phares n'étaient plus utilisées et il y avait de nouvelles roues métalliques. Les voitures ont un nouveau tableau de bord avec les instruments placés dans un insert ovale devant le conducteur. Il y avait une boîte à gants côté passager. Les modèles Closed Deluxe ont reçu un grain de bois DI-NOC. lourd sur les cadres de tableau de bord et de fenêtre, et il y avait des coussins de siège plus profonds[réf. nécessaire].
Il y avait 10 styles de carrosserie (14 si les niveaux de finition Standard et Deluxe sont comptés séparément). Désormais, tous étaient disponibles pour les Ford V8 1932 et la Model B, qui recevaient donc également des modèles Deluxe. Les coupés cabriolet et Victoria sont livrés en version Deluxe uniquement, et la voiture la plus chère de la gamme, la « Woody », est uniquement disponible en version Standard. Il en coûte 590 $ avec le moteur quatre cylindres.
Les voitures ont gagné environ 3 % de poids, compensé par des moteurs plus puissants, comme sur la Ford V8 1932 avec sa puissance accrue de 15 %.
Les ventes totales pour l'année modèle ont atteint 311 113 et 334 969 pour l'année civile

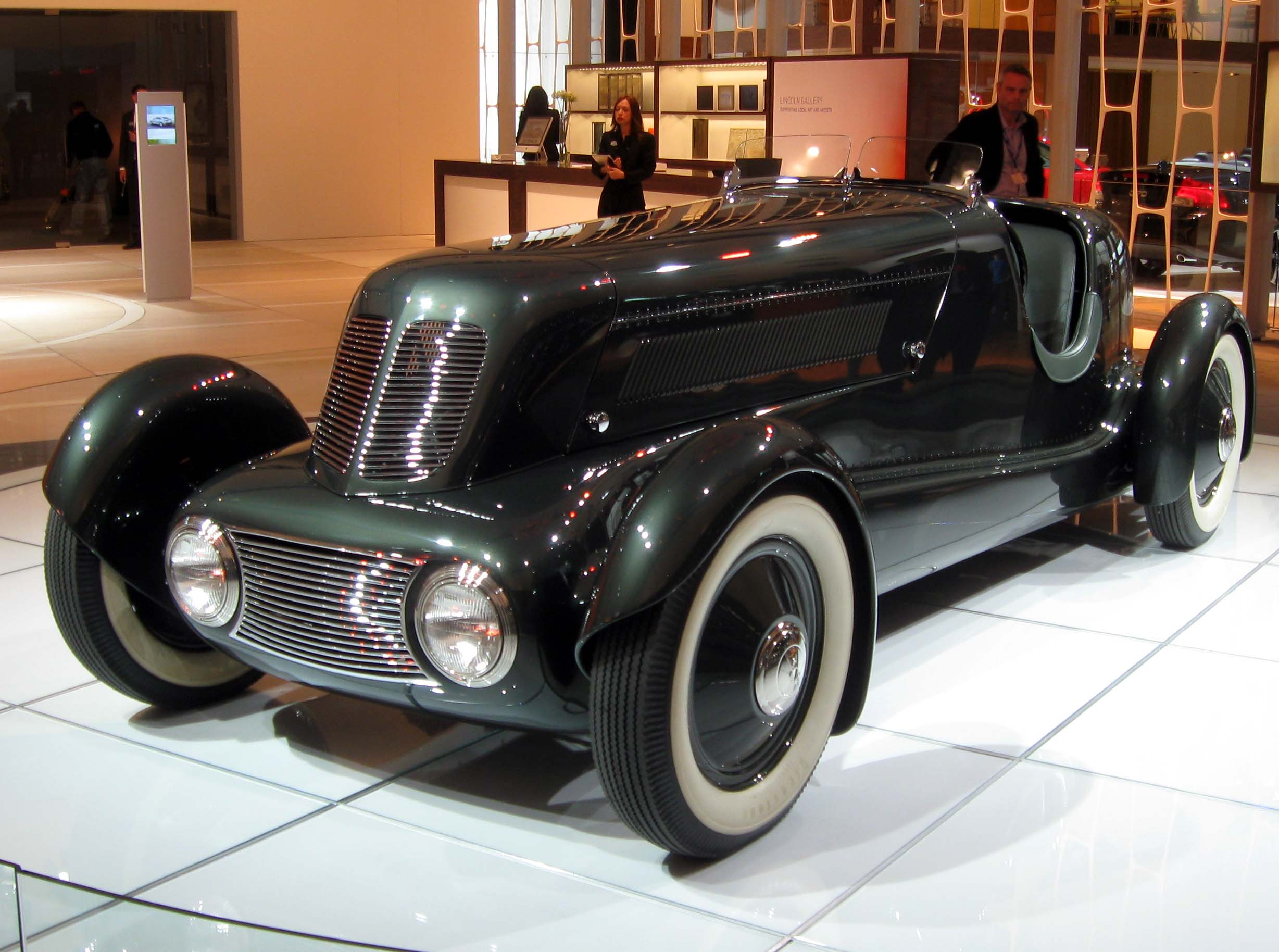
Ford Modèle 40 de course, de 1934
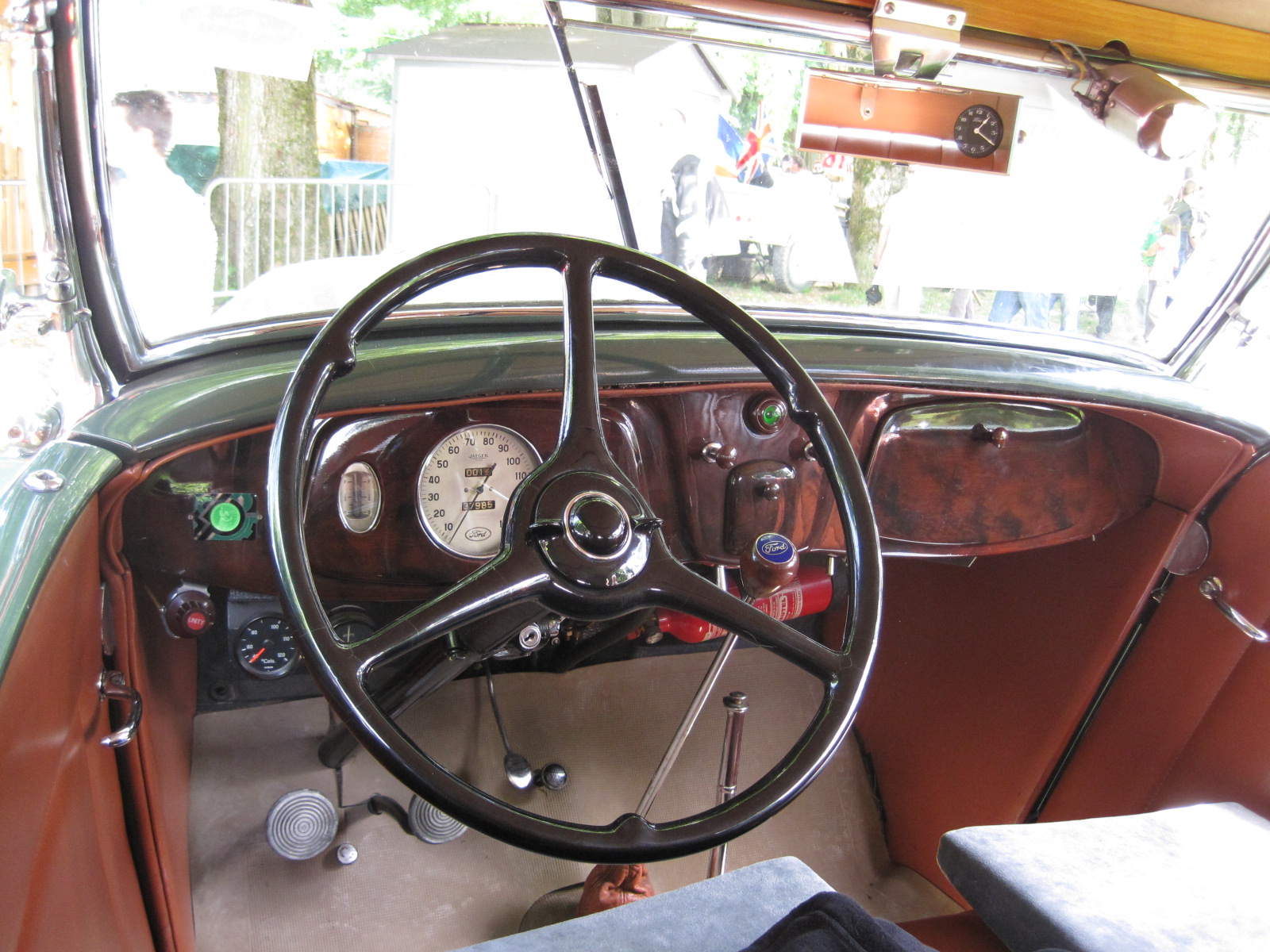
Tableau de bord de Ford Modèle 40

#### Model C
Le moteur quatre cylindres est resté inchangé, mais le modèle était appelé (par certains) la Model C, bien que Ford n'ait jamais fait référence à son « moteur quatre cylindres amélioré » comme un moteur de la « Model C ». Il y a un différend à ce sujet; certaines sources affirment que c'était une fausse idée courante en raison de l'introduction d'un vilebrequin à contrepoids plus gros lors de la production du moteur de la Model B et qu'il y avait une marque de moulage avec la lettre «C» sur la plupart, mais pas sur toutes, des têtes de la Model B[réf. nécessaire]. De l'autre côté, ce vilebrequin à contrepoids intégral a été introduit pour la première fois uniquement pour les moteurs de camions. Lorsqu'ils se sont avérés supérieurs en termes de douceur et de longévité, ils ont été introduits pour la production mondiale de voiture quatre cylindres. Avec le fait qu'il y avait d'énormes quantités de moteurs avec le code « B » dont le stock a été épuisés, cela explique pourquoi il existe des moteurs codés « B » et « C » dans certaines années modèle. comme les voitures construites au Canada utilisaient le préfixe «C» sur leurs plaques d'identification, il existe une autre source d'erreurs. Les Model B commencent par le préfixe « AB », les V-8 avec « 18-1 ». Le suffixe du numéro de pièce de la Model A était -A, le suffixe du numéro de pièce de la Police Special High Compression était -b, et il y avait une assez grande marque de moulage avec la lettre « B » au centre.)

### 1934
La Ford de 1934 (la Model 40B) n'était pas un changement d'année modèle aussi important que les deux années précédentes.
Les changements notables comprenaient une calandre plus plate avec un contour plus large et moins de barres, des persiennes de capot droites, deux poignées de chaque côté du capot, des phares et des lampes de capot plus petits, et un logo retravaillé. L'insert de tableau de bord en métal nu a été remplacé par de l'acier peint.
La puissance du moteur V-8 a de nouveau été augmentée, cette fois à 85 ch (63 kW), et le moteur quatre cylindres de la Model B en était à sa dernière année, tout comme le style de carrosserie Victoria; néanmoins, il y avait quatorze options de carrosserie, la Tudor étant le best-seller. Le coupé Standard à trois fenêtres a été supprimé.
Les Deluxe avaient des rayures, encore une fois deux klaxons (chromés) et deux feux arrière. À l'intérieur, elles ont un grain de bois plus élaboré.

## Production
Il n'y avait pas d'usines spécifiques pour la Model B. Les lignes d'assemblage des Ford V8 étaient sous le même toit. En 1932, la Ford Motor Company avait 32 usines aux États-Unis, une au Canada, sept en Europe (une pour la production de tracteurs Fordson uniquement), quatre en Amérique centrale et du Sud, et une chacune en Turquie, au Japon et en Australie. Les véhicules étaient fabriqués à l'usine Ford River Rouge, puis envoyés aux différents sites d'assemblage en Complete Knock Down, où elles étaient assemblés et vendus .

### États-Unis
- Atlanta (Georgie)
- Buffalo (New York)
- Charlotte (Caroline du Nord)
- Chester (Pennsylvanie)
- Chicago (Illinois)
- Cincinnati (Ohio)
- Cleveland (Ohio)
- Columbus (Ohio)
- Dearborn (Michigan)
- Denver (Colorado)
- Des Moines (Iowa)
- Edgewater (New Jersey)
- Houston (Texas)
- Indianapolis (Indiana)
- Jacksonville (Floride)
- Kansas City (Missouri)
- Long Beach (Californie)
- Louisville (Kentucky)
- Memphis (Tennessee)
- Milwaukee (Wisconsin)
- La Nouvelle-Orléans (Louisiane)
- Norfolk (Virginie)
- Oklahoma City (Oklahoma)
- Omaha (Nebraska)
- Pittsburgh (Pennsylvanie)
- Portland (Oregon)
- Richmond (Californie)
- Saint-Louis (Missouri)
- Seattle (Washington)
- Somerville (Massachusetts)
- Saint Paul (Minnesota)

### Canada
- Toronto (Ontario)
- Winnipeg (Manitoba)[15]

### Europe
- Amsterdam (Pays-Bas)
- Anvers (Belgique)
- Asnières-sur-Seine (France) [16]
- Barcelone (Espagne)
- Cologne (Allemagne)
- Copenhague (Danemark)
- Dagenham (Royaume-Uni)

### Mexique, Amérique centrale et du Sud
- Buenos Aires (Argentine)
- Mexico (Mexique)
- Santiago (Chili)
- São Paulo (Brésil)

### Asie et Océanie
- Istanbul (Turquie)
- Yokohama (Japon)
- Shanghai (Chine)
- Geelong  (Australie)

### Totaux de production
La gamme type-18 V8 de 1932 compte pas moins de 14 types de carrosseries différentes, disponibles en finitions Standard ou DeLuxe. Ci-dessous une liste partielle et les résultats de ventes comptabilisées associées[Quand ?] :
- Berline 2 portes : 57 903 unités
- Berline 4 portes : 9 320 unités
- Berline DeLuxe 2 portes : 18 836 unités
- Berline DeLuxe 4 portes : 18 880 unités
- Victoria : 7 241 unités
- Torpédo : 842 unités. Cette carrosserie ne sera plus produite par le constructeur après la saison 1936.
- Station Wagon placages en bois : 1 400 unités, en comptant les exemplaires de la version B, dotés de mécaniques à 4 cylindres.

## Camions Model BB

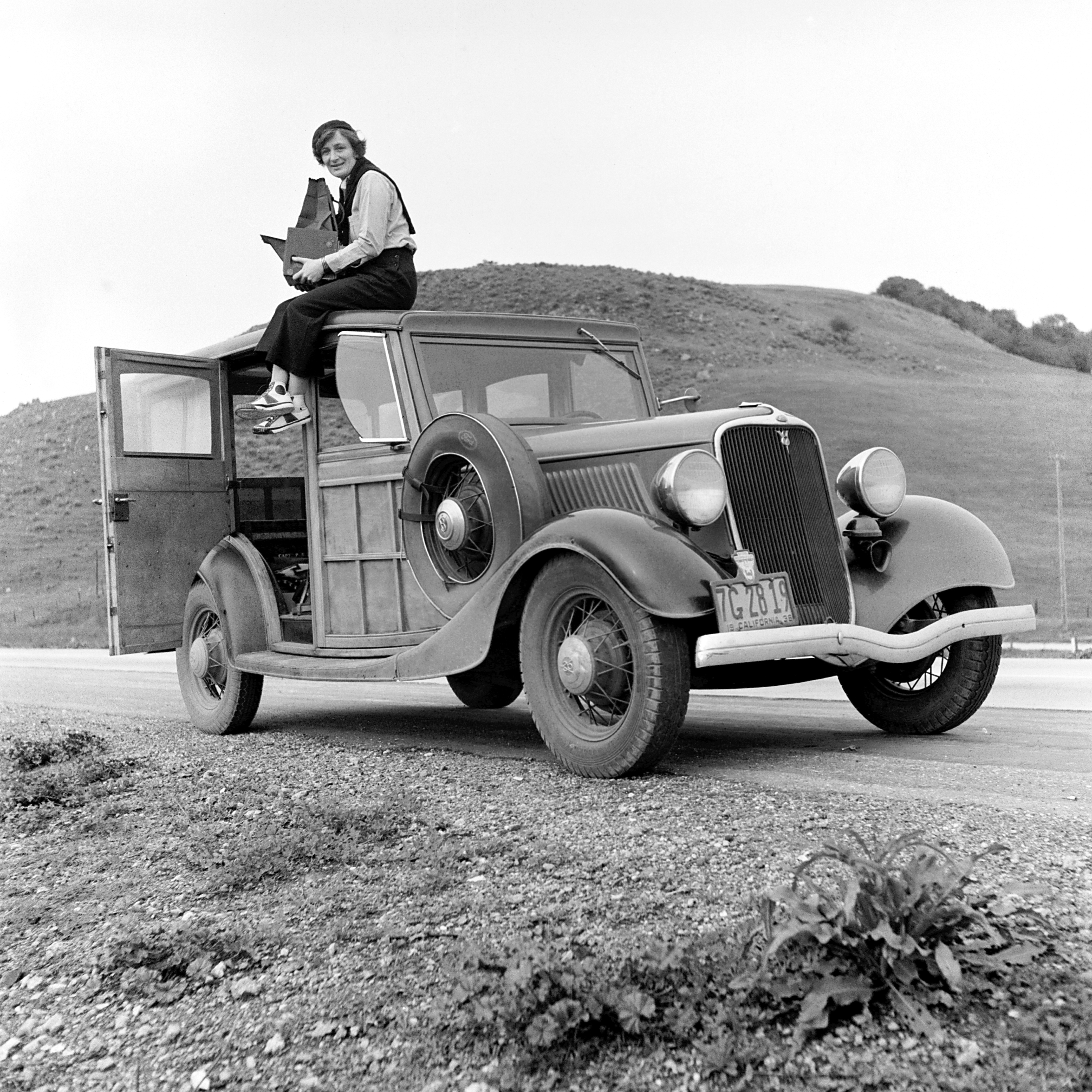
Model 40 (V-8) break de 1933 sur base utilitaire. Considérée comme une voiture commerciale, elle n'était présentée que sous la finition Standard.

Comme avec la Model A précédente, il y avait des véhicules utilitaires plus lourds. Ils étaient disponibles avec le vénérable moteur quatre cylindres ou le plus puissant V-8. Le camion quatre cylindres a obtenu la désignation « BB », à la suite d'une pratique commencée avec les camions « TT » et « AA ».
Le BB avait des empattements plus longs (3 340 ou 3 988 mm), un châssis renforcé, des transmissions et des essieux robustes et des roues plus grandes. Les roues métalliques étaient de série sur les voitures légères, les camions avaient des roues jumelées en acier. Il y avait un catalogue distinct proposant des styles de carrosserie populaires, des châssis roulants ou des châssis-cabines. De nombreux carrossiers locaux ont proposé leur carrosserie à des clients ayant besoin de solutions plus spécifiques. Pendant la Dépression, des ambulances, des corbillards ou des camions de pompiers ont également trouvé leur chemin vers des communautés et des organisations soucieuses de leur budget.
À part les automobiles Model B, BB désignait des camions à quatre et huit cylindres. La plupart de ces véhicules étaient équipés de moteurs à quatre cylindres, notamment les modèles fabriqués en Europe. Des versions autobus ont aussi été proposées, disposant de 13 à 25 places assises.
Ces camions sont facilement confondus avec les voitures commerciales B ou Ford V8 1932 construites sur le châssis des voitures particulières. Les fourgons à panneaux, les camionnettes et les breaks étaient plus mémorables. Ils avaient des carrosseries allongées et des ressorts plus rigides, et étaient généralement montrés dans le catalogue des voitures commerciales, même si le break était le style de carrosserie le plus cher[réf. nécessaire] disponible sur le châssis de la voiture de tourisme.

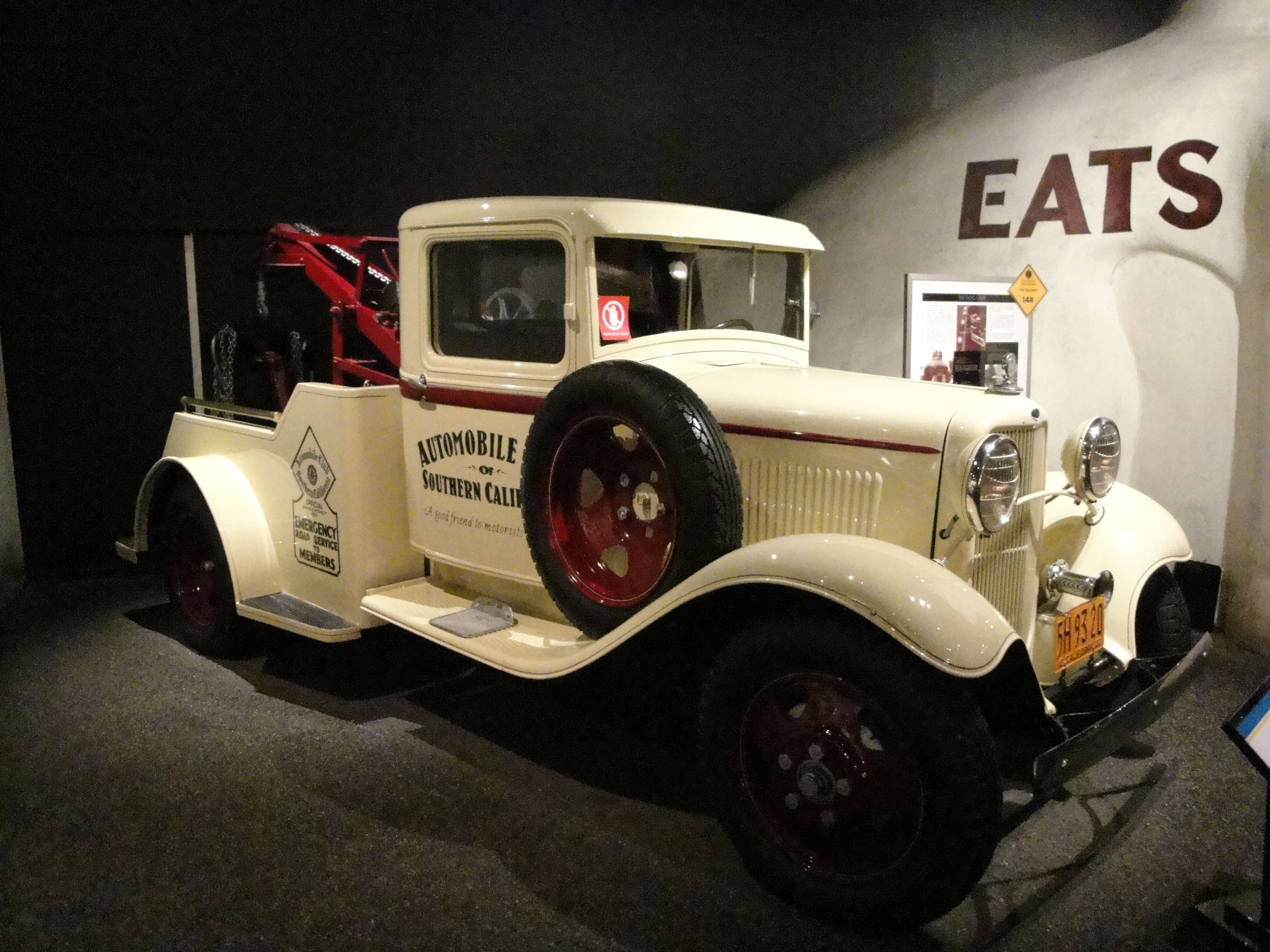
Dépanneuse BB de 1932.
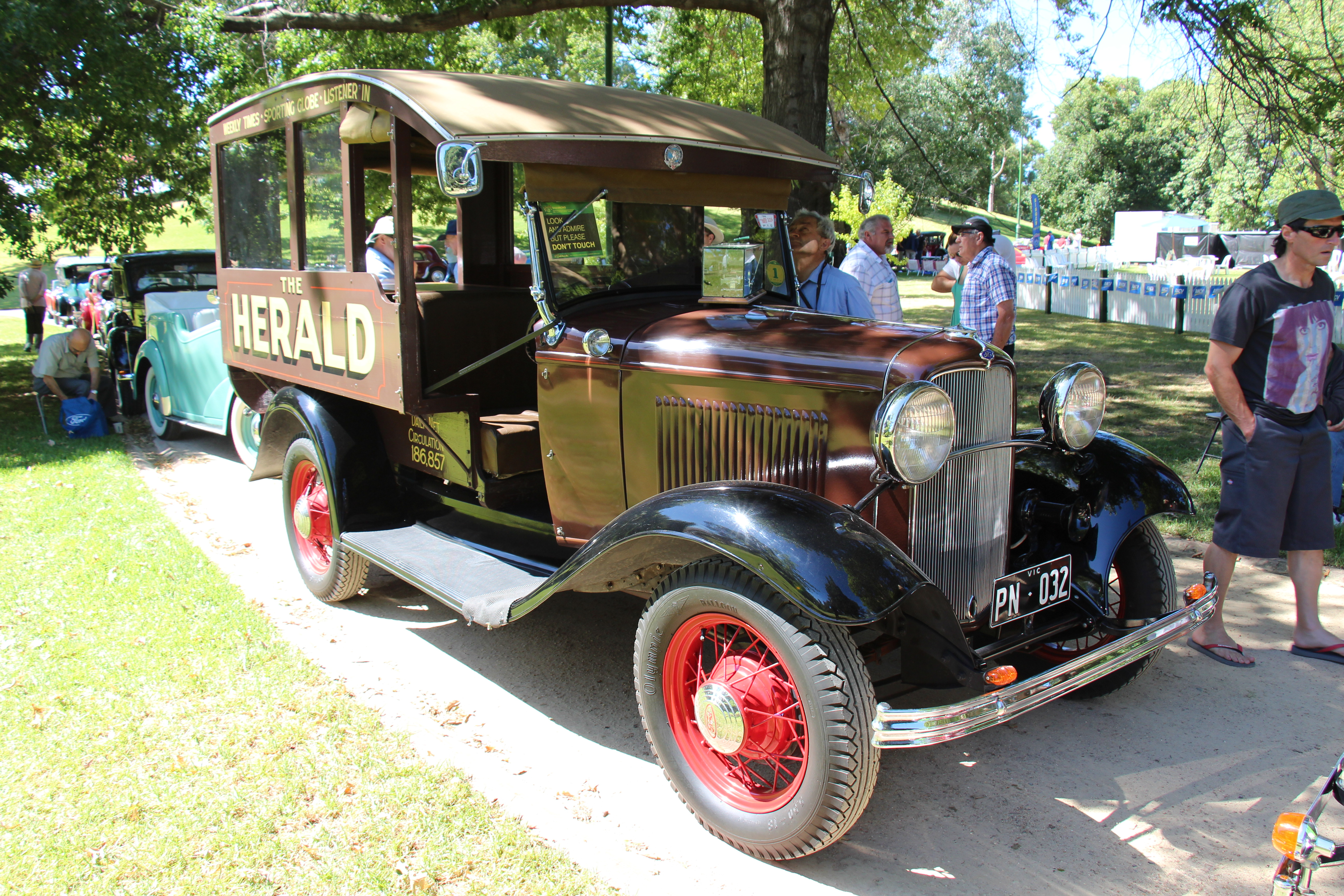
Ford BB (camion) de 1932 du journal The Herald de Melbourne.
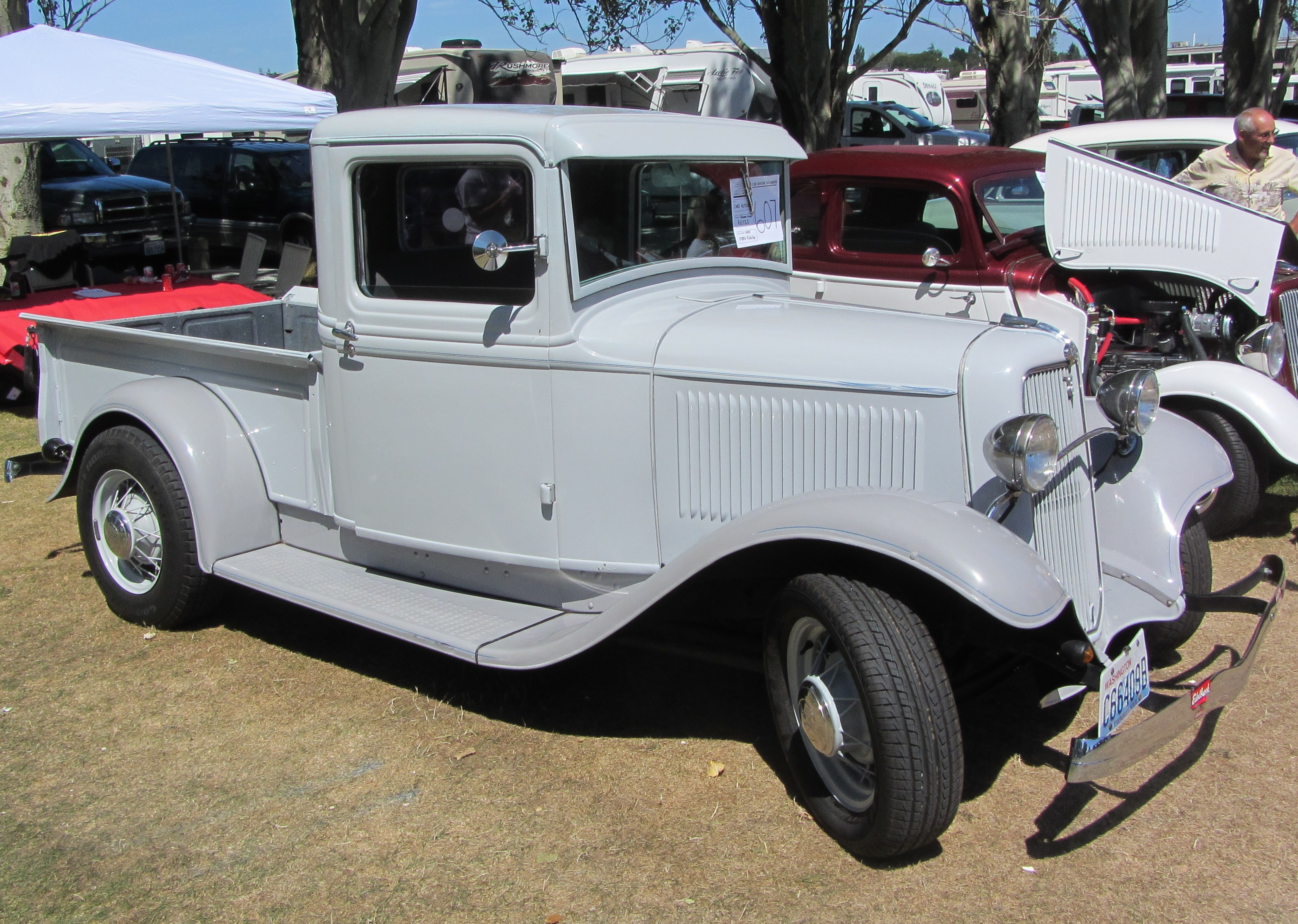
Pickup 1933 ou 1934.
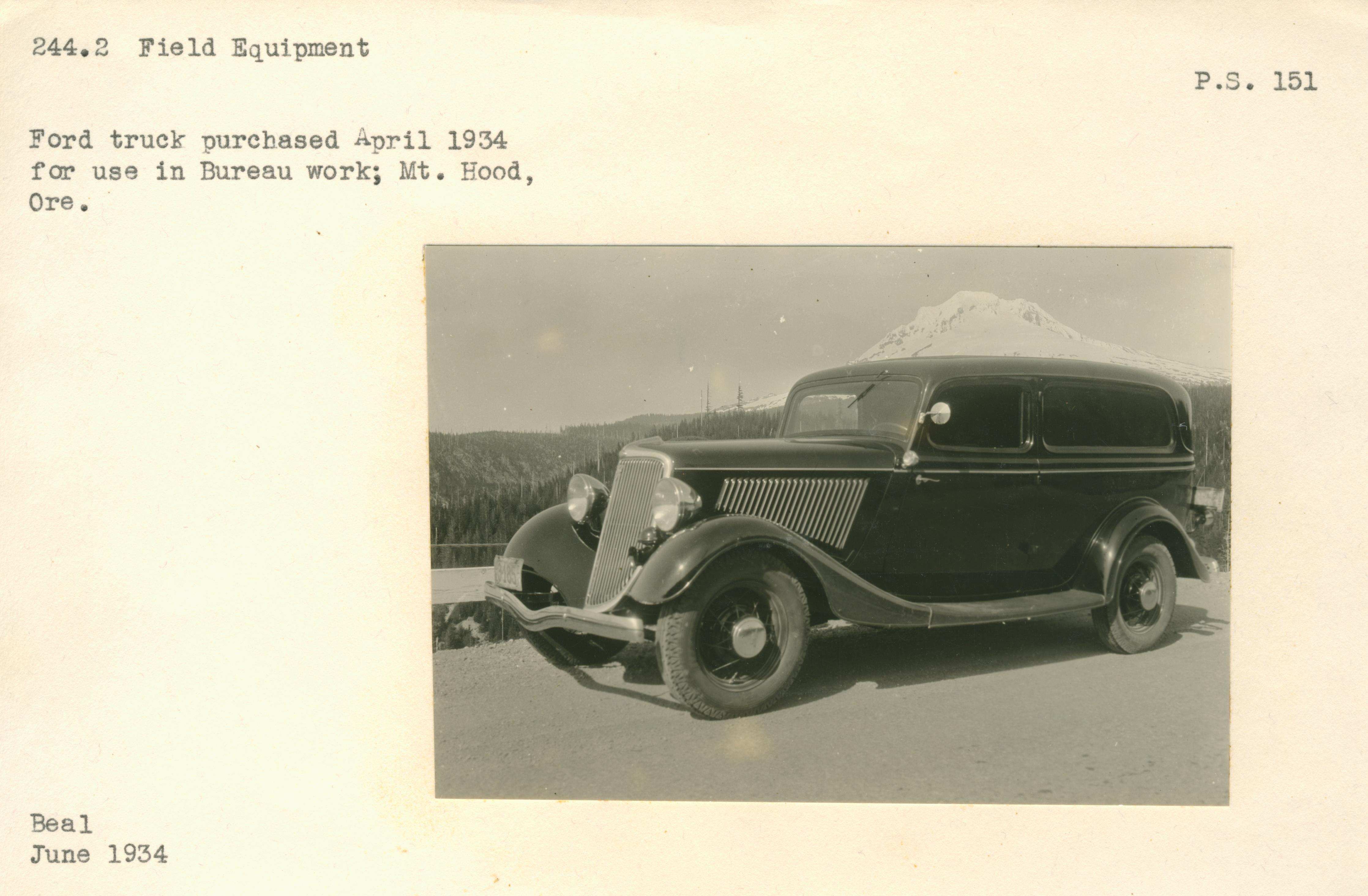
Break tôlé de 1934.

### Production
Le camion Ford BB a été fabriqué dans l'usine[Laquelle ?] aux Etats-Unis, Cologne en Allemagne, Dagenham au Royaume-Uni. En France, Ford a fabriqué le modèle spécifique BBF, un Model BB équipé du petit moteur de 2,035 cm3 qui équipait déjà la voiture Ford BF, en lieu et place du moteur de 3,5 L.
La production du camion Ford BB s'est poursuivie, avec peu de changements, sous le nom de « Ruhr » jusqu'aux années 1950 ; le Type 51 était en fait un BB équipé du moteur à essence V8.

## Hot rodding
Les Ford B sont avec les Ford A, des automobiles de collection de prédilection des préparateurs automobile amateurs de modèles de Tuning vintage Hot rod de la Kustom Kulture américaine (le tuning apparaît aux États-Unis dans les années 1930 / années 1950). La plus connue est sans doute la ZZ Top Eliminator, symbole du groupe ZZ Top.
Au cours de la période qui a suivi la Seconde Guerre mondiale, les modèles B et V8 étaient fréquemment rodés. Cela a continué dans les années 1960 à grande échelle. Aujourd'hui, le roadster et le coupé sont les styles de carrosserie les plus recherchés, car ils étaient populaires pour les hot rods ; les exemplaires non modifiés sont devenus rares. Depuis les années 1970, les carrosseries et les châssis de 1932 ont été reproduits soit en fibre de verre, soit dernièrement en acier, ce qui a contribué à résoudre les pénuries pièces et a augmenté le nombre de hot rods créées ou restaurés. Ceux-ci sont souvent très chers et une voiture typique et de qualité peut se vendre 60 000 $ ou plus[réf. nécessaire].

### Coupé Deuce
Un coupé Deuce (deuce indiquant l'année « 2 » dans 1932) est un coupé Ford de 1932. Le coupé Model 18 avec son moteur V8 plus puissant était plus populaire que le coupé Model B à quatre cylindres. Les rodders enlevait le poids de cette voiture facilement disponible et faisait «sauter» ou personnaliser le moteur. Elles venaient dans deux styles de carrosserie, la plus courante à cinq fenêtres et la plus rare à trois portes suicide. La stature emblématique de la Ford vintage de 1932 dans le hot rodding a inspiré les Beach Boys à écrire leur chanson à succès de 1963 Little Deuce Coupe et ils ont également nommé l'un de leurs trois albums de 1963 d'après la voiture. Le coupé Deuce a également été présenté en tant que voiture de course de rue essentielle dans le film à succès American Graffiti de 1973. La voiture est également célèbre dans la chanson de Bruce Springsteen de 1973, Blinded by the Light, rendue populaire par le Earth Band de Manfred Mann en 1977.
Parmi les constructions d'avant la Seconde Guerre mondiale, les roues à rayons filaires des Ford de '35[style à revoir]. Immédiatement après la guerre, la plupart des rods sont passées des freins mécaniques aux freins hydrauliques (« jus ») et des phares à ampoule aux phares à faisceau scellé[C'est-à-dire ?]. Le gow job[C'est-à-dire ?] s'est transformé en hot rod du début au milieu des années 1950. Les Deuce personnalisées depuis le milieu des années 1950 jusqu'au début des années 1960 étaient généralement sans ailes et fortement haché, et presque tous les modèles Ford (ou Mercury, avec le moteur à tête plate de 239 pouces cubes (3 920 cm3), introduits en 1939). Un arrière-train à changement rapide Halibrand était également typique, et un collecteur d'admission Edelbrock ou un magnéto d'allumage Harman et Collins n'était pas rare. Les broches de reproduction, les tambours de frein et le support basés sur les modèles de l'année 1937 restent disponibles aujourd'hui. Les culasses « flatty » (tête plate) du marché secondaire étaient disponibles chez Barney Navarro, Vic Edelbrock et Offenhauser. Les épingles à cheveux de suspension avant ont été adaptées depuis les voitures de sprint, telles que les Kurtis Kraft.
Brookville Roadster a été l'une des premières entreprises à reproduire des carrosseries en acier.

#### Little Deuce Coupe

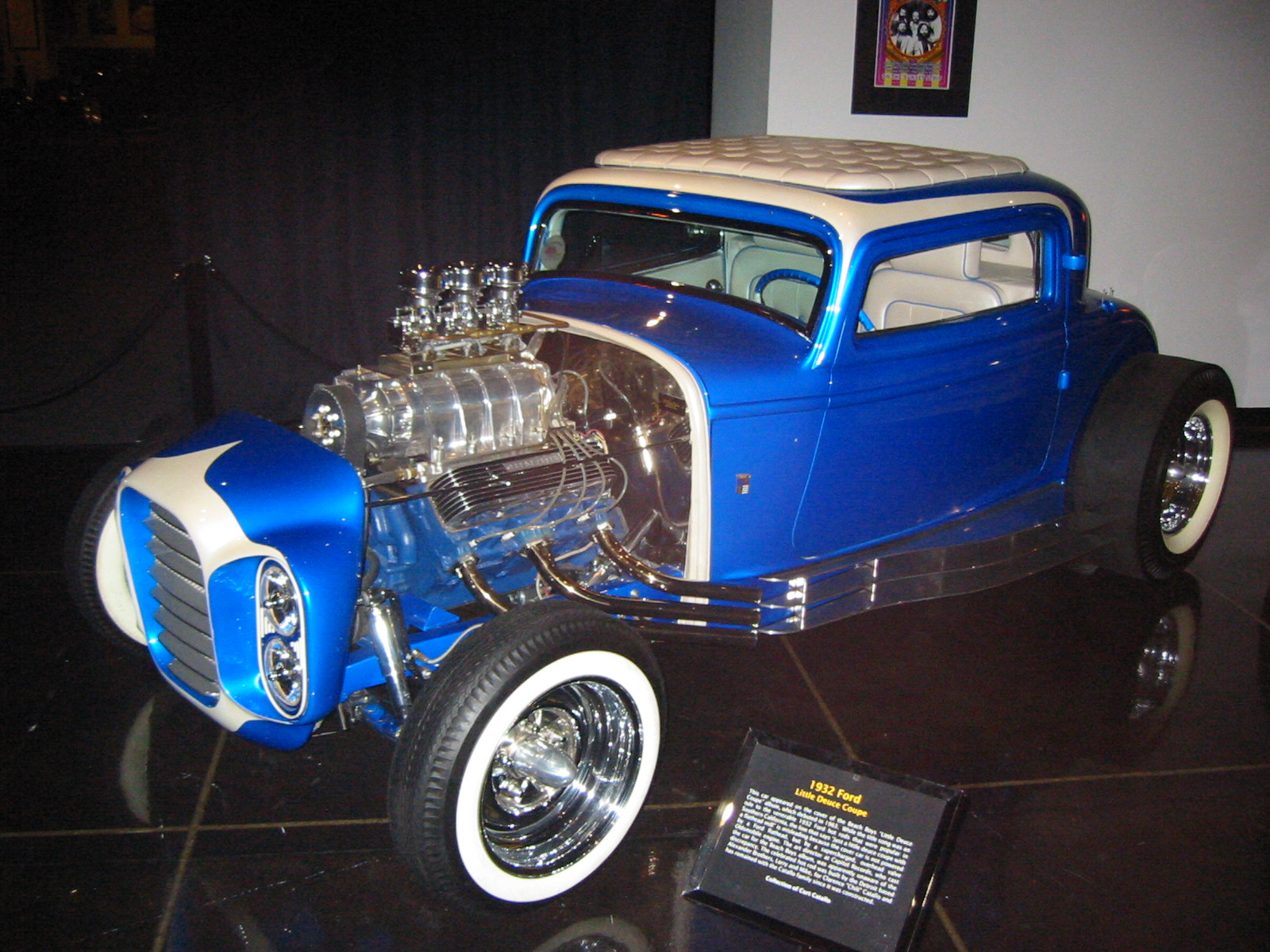
La « Little Deuce Coupe » apparue sur la couverture de l'album Little Deuce Coupe des Beach Boys (1963)

La photo figurant sur la couverture de l'album Little Deuce Coupe de 1963 des Beach Boys a été fournie par le magazine Hot Rod et présente le corps (avec la tête coupée sur la photo) du propriétaire de la voiture, Clarence 'Chili' Catallo, et son propre Coupé Ford de 1932 personnalisé à trois fenêtres.
Catallo avait acheté la voiture en 1956 pour 75 $ au Michigan alors qu'il avait 15 ans. Une grande partie du travail de personnalisation d'origine, y compris les phares empilés (d'une des dernières Chrysler 300H de 1960), les garnitures latérales et la calandre a été réalisée par Mike et Larry Alexander dans la banlieue de Detroit à Southfield. Après que Catallo ait déménagé en Californie du Sud, des travaux supplémentaires, y compris le toit haché, ont été effectués en 1960–61 à Kustom City, dans l'atelier de personnalisation automobile de George Barris à North Hollywood. Cela a conduit à la couverture du magazine et deux ans plus tard, la photo a été présentée comme couverture du quatrième album des Beach Boys. Catallo a vendu le coupé quelques années plus tard mais, poussé par son fils Curt, a pu le racheter à la fin des années 1990 pour 40 000 $. La voiture avait depuis été modifiée, mais a été restaurée par Catallo avec de nombreuses pièces d'origine, elle est donc à nouveau presque identique à la célèbre photo. En 2000, le hot rod remporte le prix « People's Choice » au concours d'élégance de Meadow Brook,.

### Hot rodsmodernes
La plupart des hot rods nouvellement construits utilisent de la fibre de verre ou des carrosseries en acier plus chers, nouvellement frappés. Les lignes classiques des Ford de 1932 sont fidèlement reproduites avec de nouvelles carrosseries. Parce que la Ford de 1932 est extrêmement populaire auprès des hot rodders, les versions non modifiées deviennent rares. Bien que d'apparence distinctement différente, les Ford de 1933 et de 34 sont également des points de départ populaires pour la construction de hot rod et sont également disponibles sous forme de reproductions.

### Galerie dehot rods

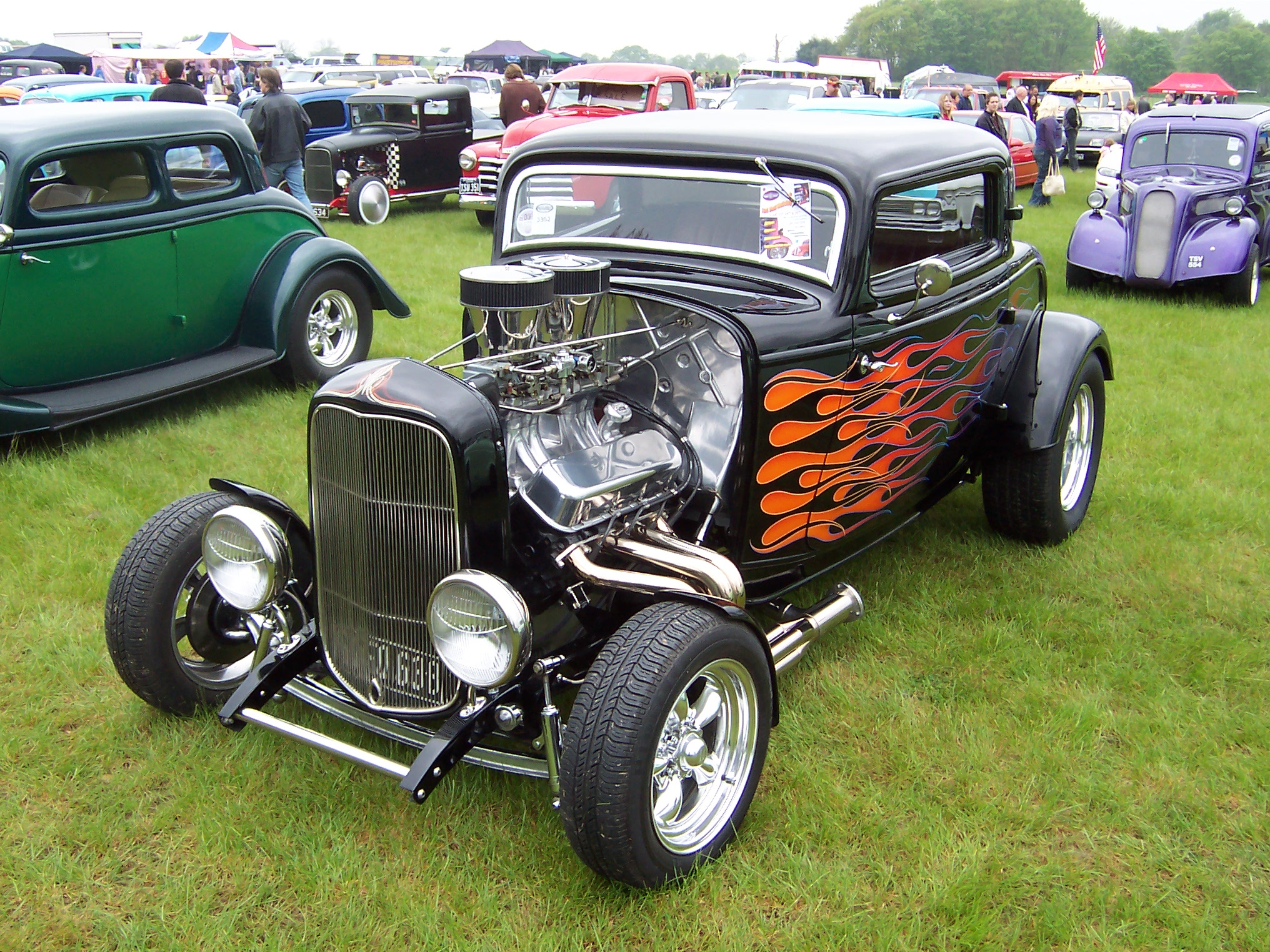
Hiboy Deuce, avec toit bas, en-têtes de traînée et collecteur d'admission avec vérin tunnel (avec deux carburateurs quadruples), freins à disque et essieu de rechange.
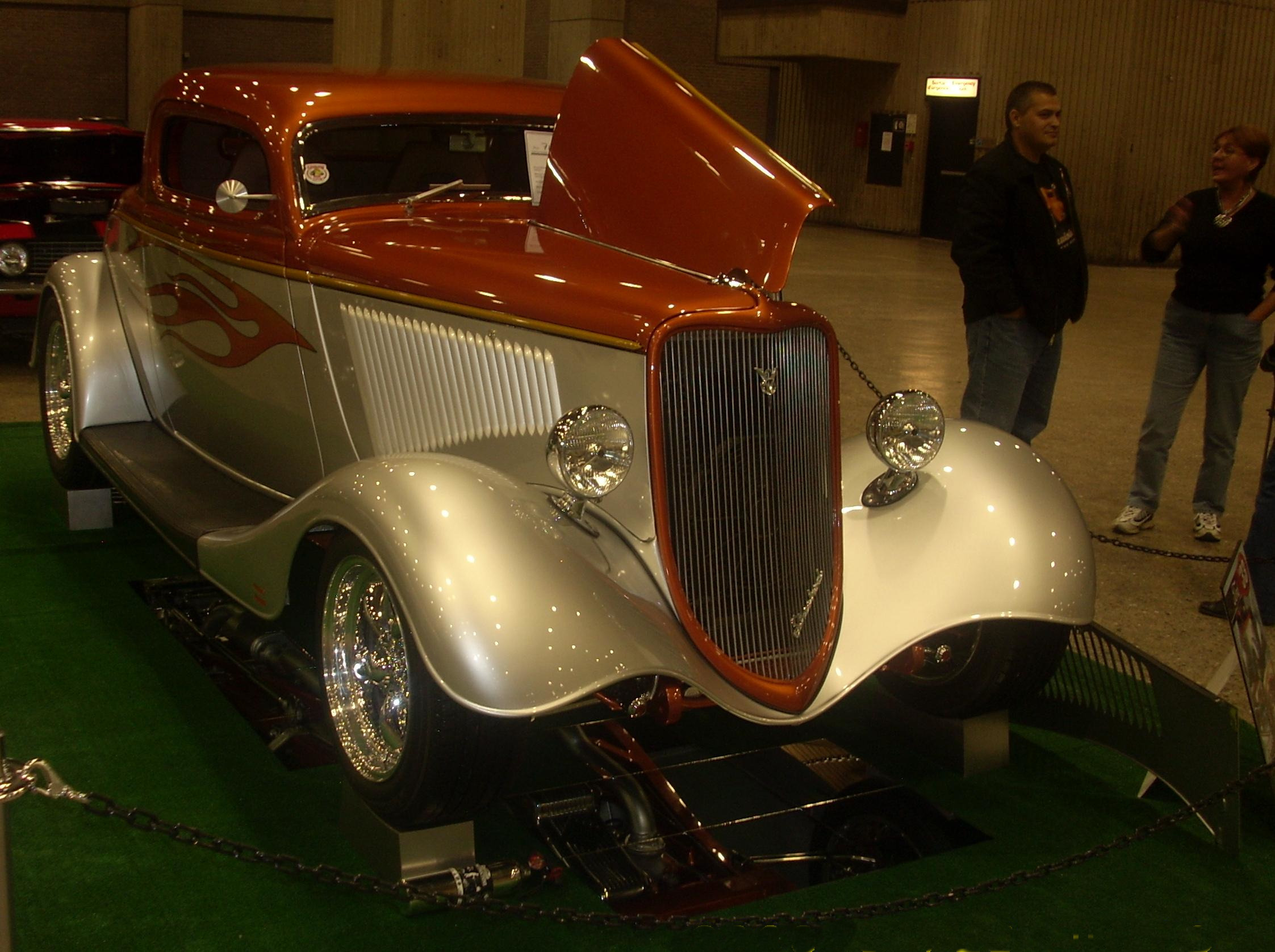
Street rod avec toit abaissé, basée sur la Model 40 ou B coupé à trois fenêtres de 1933.
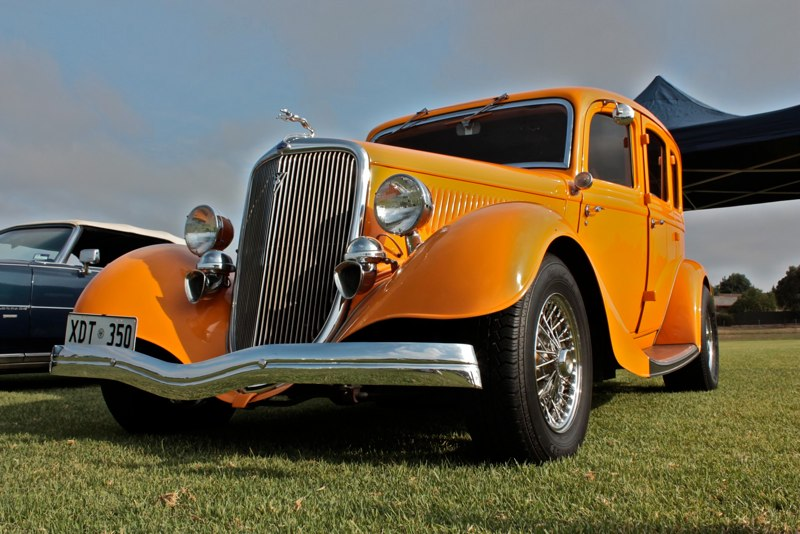
Un street rod un peu plus doux sans toit bas, basée sur la Model 40B ou B Fordor de 1934, peut-être une Deluxe. Les mixages habituels de ce genre évitent une identification claire.
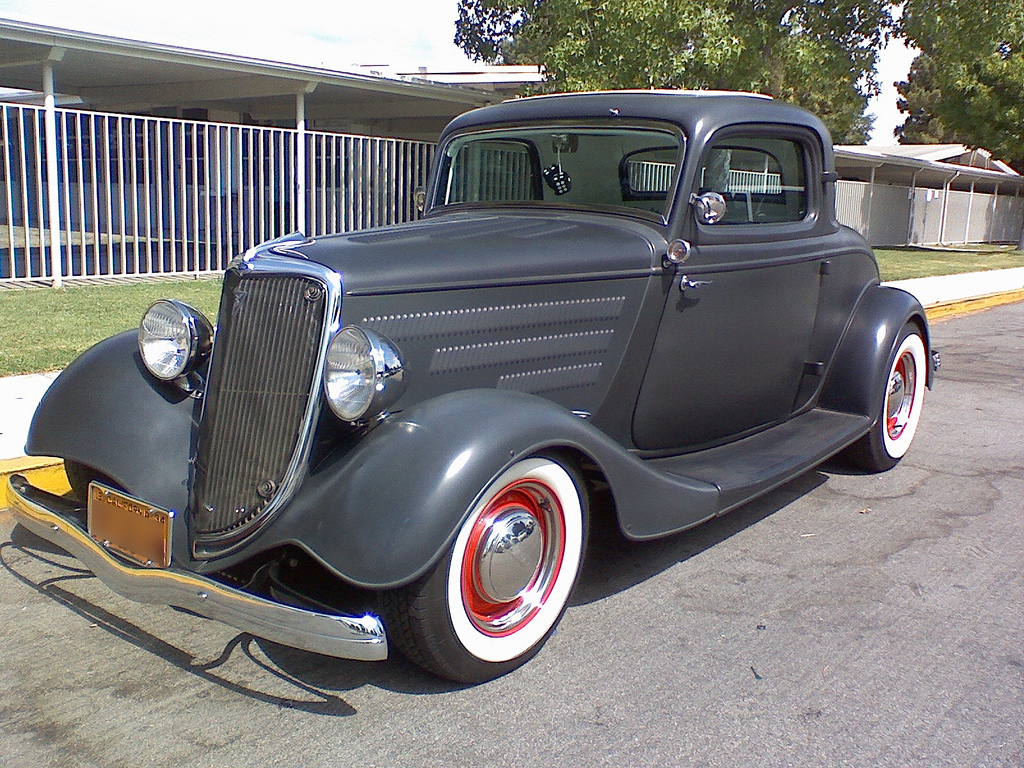
Coupé Model 40B ou B de 1934 à trois fenêtres, construit dans la tradition des hot rod des années 1950 avec des roues en acier de style années 1930 et des rangées de persiennes de capot.
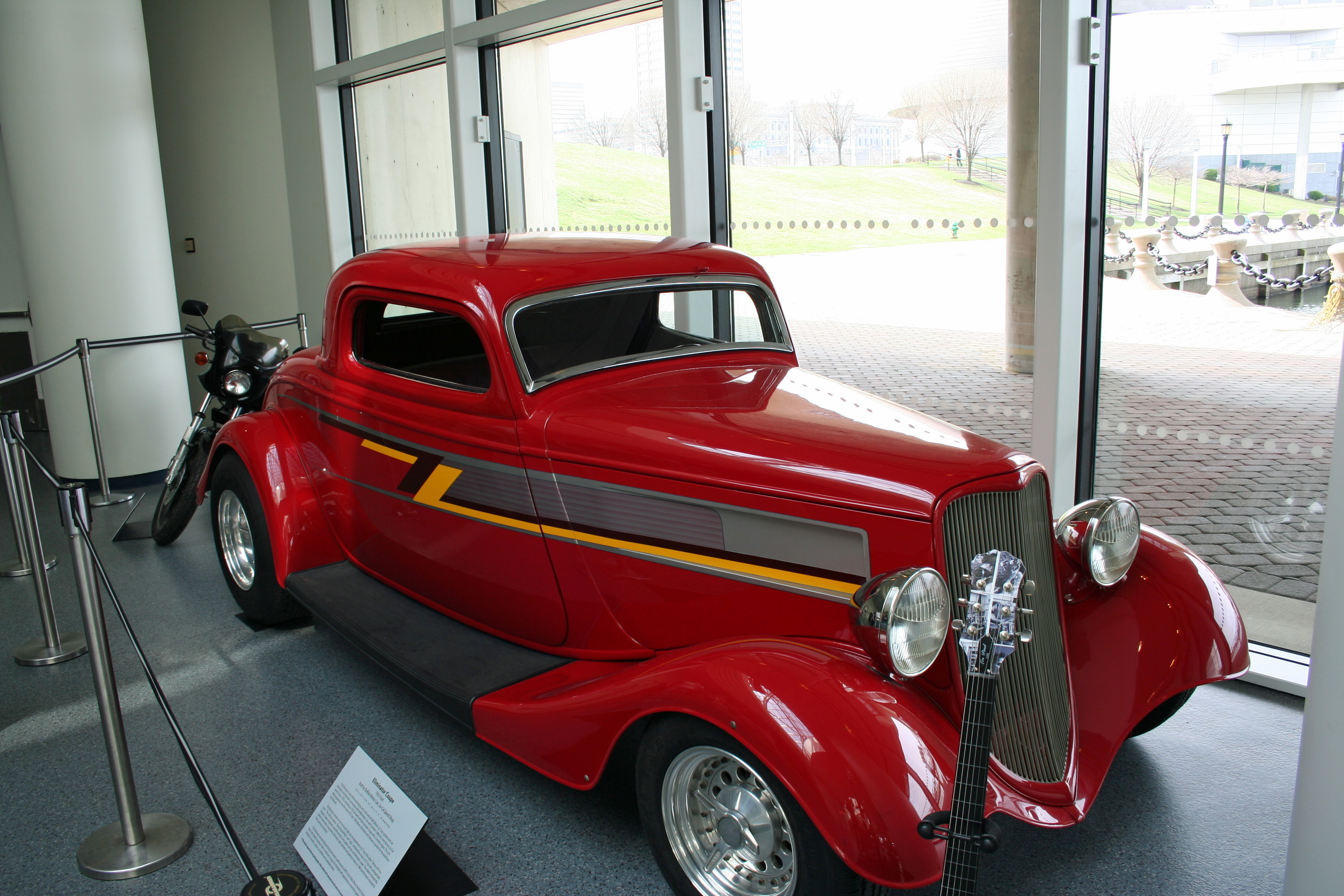
Coupe « Eliminator », basée sur une Ford de 1933 et construite pour le guitariste de ZZ Top, Billy Gibbons.
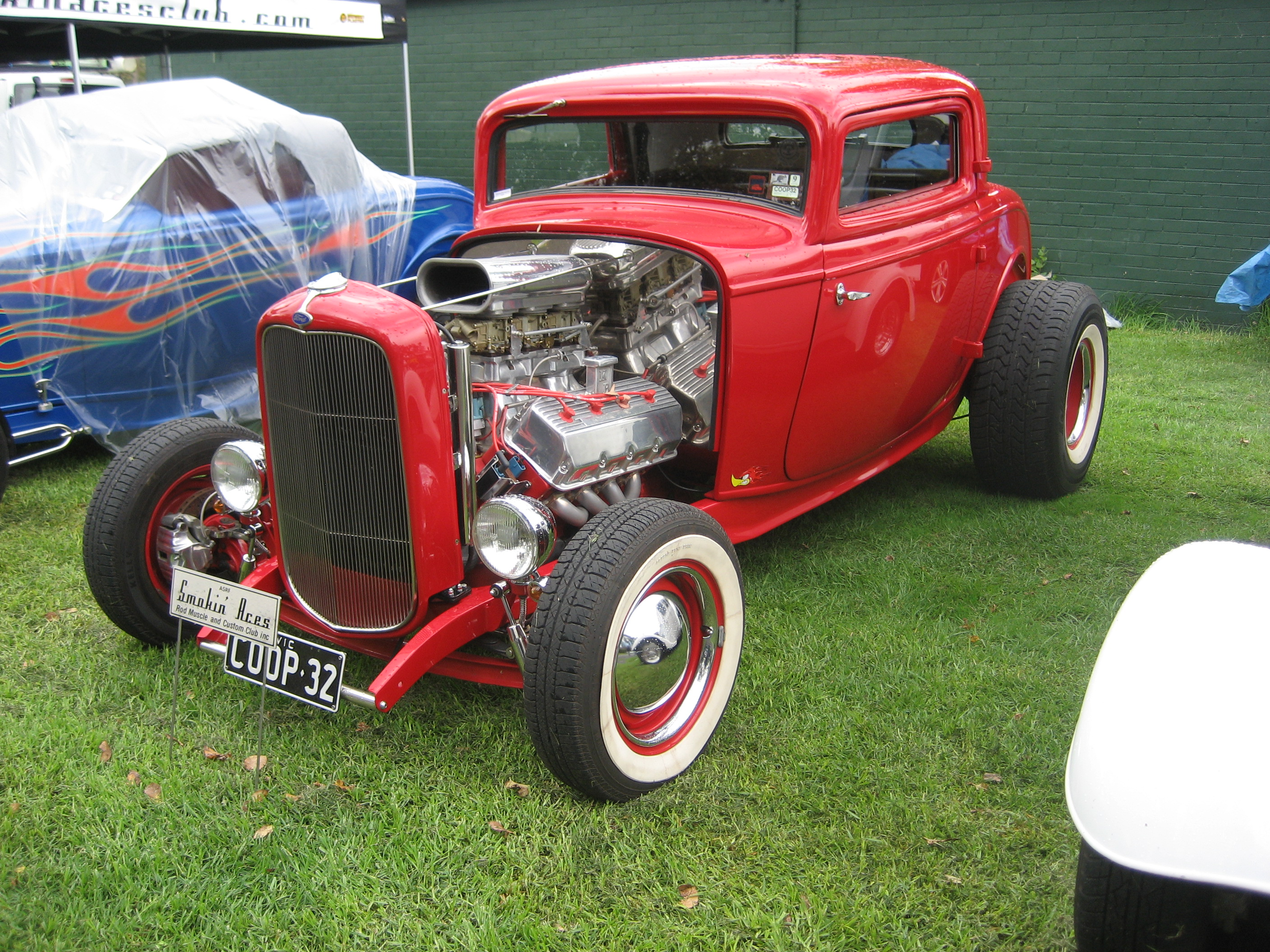
Version sans ailes et à moteur apparent.
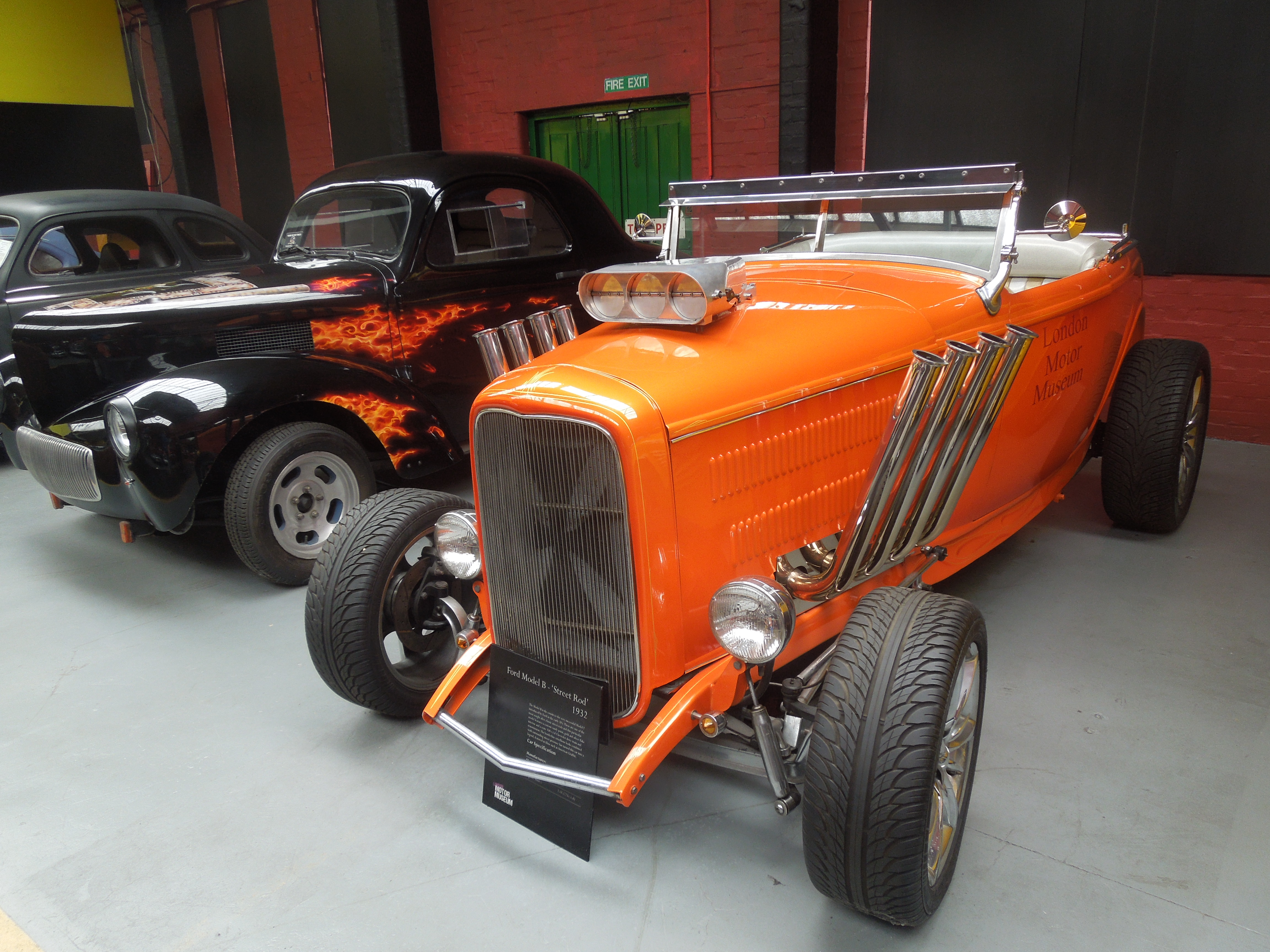
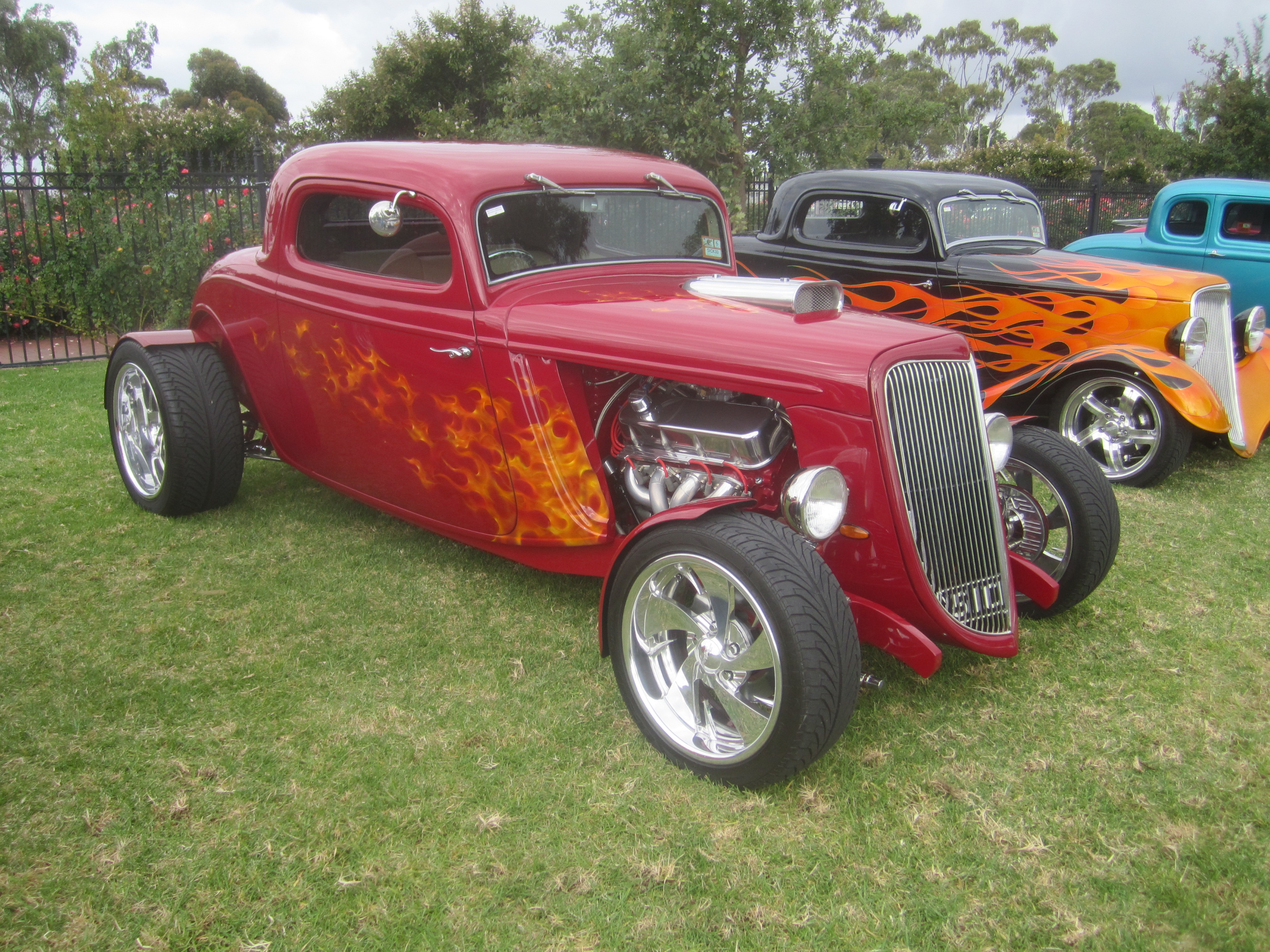
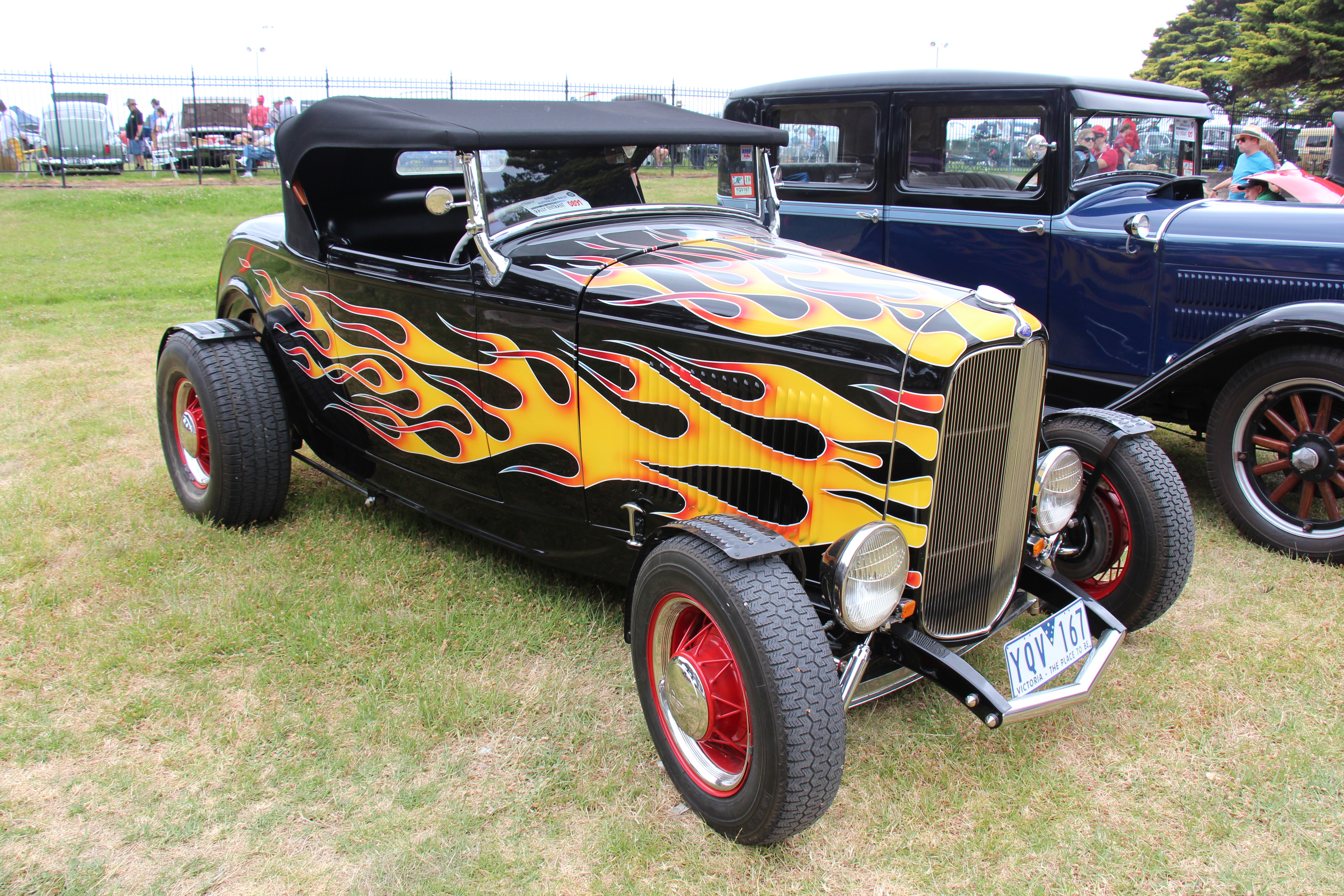
Roadster 1932, sans ailes.

## Exemplaires célèbres

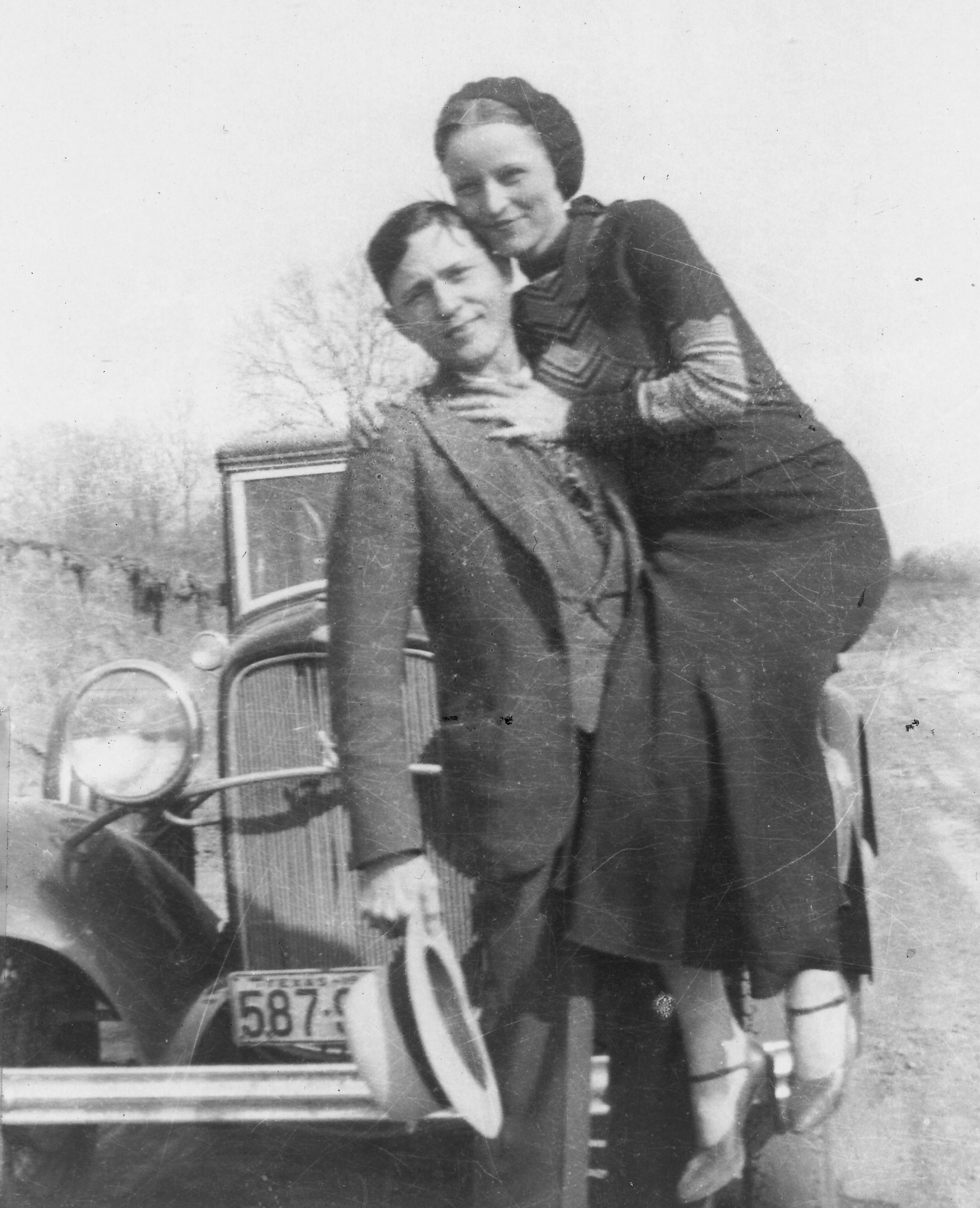
Bonnie et Clyde, et leur Ford V8 1932.

- Le 23 mai 1934, le célèbre couple Bonnie et Clyde est criblé de 150 impacts de balles au fusil à pompe et au pistolet-mitrailleur, par le FBI, et par les polices du Texas et de la Louisiane, dans leur Ford V8, en Louisiane. Cette berline quatre portes a été rachetée et exposée comme attraction faisant le tour des États-Unis et donnant lieu à de nombreuses copies. L'original est désormais exposé dans un casino de Primm (Nevada) aux côtés de la Lincoln blindée du gangster Dutch Schultz[28], qui sera plus tard utilisée par Al Capone et le président Franklin Delano Roosevelt.
- 1973 : la Ford B V8 hot rod jaune métallisé, du film culte American Graffiti de George Lucas[29].
- 1982, la ZZ Top Eliminator est un hot rod sur base d'un coupé V8 de 1933 qui apparaît sur de nombreux albums et photos promotionnelles du groupe ZZ Top. L'exemplaire original est exposé au Rock and Roll Hall of Fame (en français : « Temple de la renommée du Rock 'n' roll » de Cleveland, Ohio tandis qu'une copie reste en possession de Billy Gibbons.
- Années 2000 : la « Deuce coupe hot rod » de 1932 d'Abigail Sciuto dans les séries américaines NCIS : Enquêtes spéciales, et NCIS : Los Angeles.

## Automobilistes
En 1939, Ella Maillart parcourt l’Afghanistan depuis la Suisse avec Annemarie Schwarzenbach à bord d'une Ford V8. L'écrivaine relate ce périple dans  La Voie Cruelle : Deux Femmes, Une Ford vers l’Afghanistan.